# ブライアン・アコスタ
ブライアン・アコスタ（Bryan Acosta 、1993年11月24日 - ）は、ホンジュラス出身の同国代表プロサッカー選手。コロラド・ラピッズ所属。ポジションはMF。

## クラブ経歴
レアル・エスパーニャの下部組織で育成され、2013年にプロデビュー。
2017年7月12日、スペイン・セグンダ・ディビシオンのCDテネリフェに4年契約で移籍。
2019年1月8日、FCダラスに移籍。
2021MLS再エントリードラフトでコロラド・ラピッズに指名され、2022年1月19日に契約した。

## 代表歴

### 代表戦でのゴール
2019年6月25日現在
| No | 開催日        | 開催地       | 対戦国         | 得点 | 試合結果 | 試合概要                    |
| -- | ------------- | ------------ | -------------- | ---- | -------- | --------------------------- |
| 1. | 2016年10月8日 | ベルモパン   | ベリーズ       | 1–0  | 2–1      | 親善試合                    |
| 2. | 2019年6月25日 | ロサンゼルス | エルサルバドル | 3–0  | 4–0      | 2019 CONCACAFゴールドカップ |